# Eric Öst spelar och berättar
Eric Öst spelar och berättar är ett album av Eric Öst som släpptes 1971 av skivbolaget Toni och nyutgavs på CD 1996 i utökad form på skivbolaget Koster. De 16 första låtarna är illustrerade med berättelser och utgjorde den första versionen av albumet.

## Låtlista
1. "Lappkungens polska" efter Jon Jonsson, "Lappkungen", Undersåker och av Nils Jonsson, "Lapp-Nils", Hallen socken, Jämtland (den första låten Eric Öst lärde sig)
2. "Mora äldre brudmarsch"
3. "Slipstenspolskan" av Snickar-Erik Olsson, Ovanåker
4. "Skansenflickan av Eric Öst"
5. "Grispolska", brudpolska efter Wiktor Öst, Bergsjö
6. "Skullbräddlek, Dalarna"
7. "Knuss-Olles livs stycke", polska från Bollnäs tidigare spelad av bl.a. Jon-Erik Öst, Snickar-Erik Olsson och Tulpans Anders Olsson
8. "Hästbytarvalsen", vals från Ovanåker
9. "Gånglåt från Skansen" av Eric Öst
10. "Ljugaren", polska av Ivan Ericson, Hälsingland
11. "Mo mi ji", Rönnlövet, japansk folkvisa"
12. "Trollträtan" av Wiktor Öst, Bergsjö
13. "Gånglåt från Jämtland"
14. "Vågorna", polska av Jon-Erik Hall, Hassela
15. "Älvdans på Lillvallen", polska efter Johan von Schwartz, Delsbo
16. "Var hälsad sköna morgonstund" av Philipp Nicolai, bearbetad av någon spelman för en fiol
17. "Sensommarvals" av Ivar Hultqvist, Norrköping
18. "From-Olles vals", Järvsö
19. "Bacon and eggs", polka av Eric Öst
20. "Chicagomazurka" av Eric Öst
21. "Myrstacken", polka av Eric Öst
22. "Skattungen, polska av Eric Öst
23. "Fantomen", polka av Eric Öst
24. "Sweet Georgia Brown" (Bernie & Pinkard & Casey)
25. "Fars gånglåt" av Eric Öst
26. "Järvsö klack", polska av Eric Öst
27. "Spelmanshälsning", gånglåt av Eric Öst
28. "Jordafärden", sorgelåt av Eric Öst och Wiktor Öst, Bergsjö